# Chameleon (пісня Мікели Пач)
 "Chameleon" - пісня мальтійської співачки Мікели Пач. Вона була обрана PBS (Мальта) для представлення Мальти на Євробаченні 2019 року в Тель-Авіві, Ізраїль. Пісня була випущена на 10 березня 2019 року, разом із кліпом, а його офіційний реліз був 4 квітня 2019. Співачка була обрана для представництва своєї країни на конкурсі Євробачення 2019, перемігши перший X Factor Malta. Ця пісня була призначена співачці після того, як телевізійне шоу закінчилося.

## Євробачення
26 січня 2019 року Michela Pace виграла першу мальтійську версію The X Factor і, таким чином, отримала право представляти Мальту на Євробаченні 2019 року в Тель-Авіві. 10 березня її пісня «Chameleon», написана і написана Джоакімом Перссоном, Паулою Вінгер, Борислав Міланов і Йохан Алканас, була оприлюднена на офіційному каналі Євробачення на YouTube разом із її музичним відео. Комерційний випуск пісні відбувся 4 квітня. Музичний кліп «Chameleon» був розроблений і створений командою з мальтійської національної телекомпанії PBS з популярним оператором-фрілансером і відеооператором Чарльзом Ахаром на чолі команди.
28 січня 2019 року було проведено спеціальний розіграш, який помістив кожну країну в один із двох півфіналів, а також у якій половині шоу вони виступатимуть. Мальта була розміщена у другому півфіналі, який відбувся 16 травня 2019 року, і виступила у другій половині шоу.
Після того, як всі конкуруючі пісні для конкурсу 2019 року були випущені, порядок виконання півфіналів вирішувався виробниками шоу, а не через інший розіграш, так що подібні пісні не розміщувалися поруч один з одним. Мальта виступила 11-ю та пройшла до гранд-фіналу.